# Provincia di Trat
La provincia di Trat (in thailandese จังหวัดตราด, Changwat Trat) si trova in Thailandia, nel gruppo regionale della Thailandia Centrale. Si estende per 2.819 km² e a tutto il 2020 aveva 228 536 abitanti. Il capoluogo è il distretto di Mueang Trat, nel cui territorio vi è la città omonima.
Fa parte della provincia l'arcipelago del Parco Nazionale Mu Ko Chang, che comprende le isole di Koh Chang, Koh Kut, Koh Mak e altre isole minori adiacenti.

## Geografia antropica

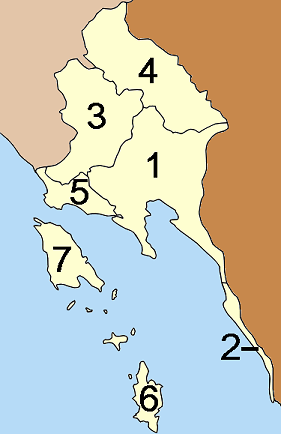
Mappa degli amphoe

La provincia è suddivisa in 7 distretti (amphoe). Questi a loro volta sono suddivisi in 38 sottodistretti (tambon) e 254 villaggi (muban).
| 1. Mueang Trat 2. Khlong Yai 3. Khao Saming 4. Bo Rai | 1. Laem Ngop 2. Ko Kut 3. Ko Chang |

### Amministrazioni comunali
A tutto il 2020 non vi era in provincia alcun comune con lo status di città maggiore (thesaban nakhon) e l'unico comune che rientrava tra le città minori (thesaban mueang) era Trat, con 9 746 residenti. Erano inoltre presenti 13 municipalità di sottodistretto (thesaban tambon) e tra le più popolose vi erano Bo Phloi (con 8 763 residenti) e Nong Bon (7 501). Nell'aprile 2020, le aree che non ricadono sotto la giurisdizione delle amministrazioni comunali erano governate da un totale di 29 "Organizzazioni per l'amministrazione del sottodistretto" (ongkan borihan suan tambon).